# Adolf Ivanovič Dobriansky-Sačurov
Adolf Ivanovič Dobriansky-Sačurov, též Adolf Dobrjanskij nebo Adolf Dobrjanský, (18. prosince 1817 Rudlov – 19. března 1901 Innsbruck) byl poslanec uherského sněmu, osobnost rusínského národního obrození, spisovatel, spoluzakladatel Matice slovenské. Pochován je v Čertižném.
Narodil se v rodině řeckokatolického kněze v Rudlově. Studoval na gymnáziích v Levoči, Rožňavě, Miškolci. Filosofii a práva studoval v Košicích a Egeru. Techniku studoval v Banské Štiavnici a na Vysoké škole technické ve Vídni. V roce 1849 byl císařským komisařem u štábu ruské armády přivolané spojeneckým Rakouskem na potlačení maďarské revoluce. 19. října 1849 vedl delegaci Rusínů k císaři Františku Josefovi I., kterému bylo předáno Memorandum (Pamjatnyk Rusynov Uhorskych), sestavené Dobrjanským a které obsahovalo požadavek uznání rusínské národnosti a jejich zrovnoprávnění s jinými národnostmi monarchie.. V uherském sněmu hájil slovanské zájmy. V Paříži anonymně uveřejnil spis na obranu uherských Slovanů proti Maďarům (Les Slaves d’Autriche et le Magyars). Navrhoval rozdělení Uher na národní okruhy, včetně slovenského a rusínského.
Na přelomu let 1866/1867 byl v Užhorodě spoluzakladatelem a prvním předsedou Společnosti sv. Vasilije Velikého, která začala vydávat noviny Svet – byly to první noviny v rusínštině.
V některých městech na východním Slovensku (Humenné, Medzilaborce, Michalovce, Snina, Vranov nad Topľou) jsou po něm pojmenovány ulice.